# Малинский сельсовет (Московская область)
Малинский сельсовет — упразднённая административно-территориальная единица, существовавшая на территории Московской губернии и Московской области до 1987 года.
Малинский с/с был образован в первые годы советской власти. По данным 1922 года он входил в состав Малинской волости Коломенского уезда Московской губернии.
В 1929 году Малинский с/с был отнесён к Малинскому району Коломенского округа Московской области. При этом к нему был присоединён Березнецовский с/с.
17 июля 1939 года к Малинскому с/с были присоединены селения Карпово и Климово упразднённого Аксиньинского с/с.
30 декабря 1956 года из Малинского с/с в Леонтьевский были переданы селения Алфимово, Еганово, Новоселки, посёлок усадьбы совхоза «Красная Заря» и им. 2-й пятилетки.
7 декабря 1957 года Малинский район был упразднён и Малинский с/с был передан в административное подчинение городу Ступино.
25 сентября 1958 года из Малинского с/с в Дубневский были переданы селения Бабеево, Крапивня, Савельево, Сотниково и станция Сотниково, а из Дубневского с/с в Малинский — селения Каменка, Кошелевка, Николо-Тители и Ягодничево.
3 июня 1959 года Малинский с/с вошёл в новообразованный Ступинский район.
1 февраля 1963 года Ступинский район был упразднён и Малинский с/с вошёл в Ступинский сельский район. 11 января 1965 года Малинский с/с был возвращён в восстановленный Ступинский район.
28 ноября 1967 года из Аксиньинского с/с в Малинский было передано селение Марьинка.
12 февраля 1987 года Малинский с/с был упразднён. При этом селения Марьинка и Харино были переданы в административное подчинение новообразованому рабочему посёлку Малино, а Березнецово, Глебово, Каменка, Кошелевка, Николо-Тители, Петриково, Хонятино, Четряково, Щапово и посёлок отделения совхоза имени IX съезда профсоюзов — в Березнецовский с/с.